# Дніпровський пікінерний полк
Дніпровський пікінерний полк (1764—1783) — поселенський легко кінний полк Російської армії озброєний списами (рос. піка), сформований переважно з українських козаків південної Полтавщини за участі балканських пандурських підрозділів.

## Історія
Дніпровський пікінерний полк був сформований 9 червня 1764 року: того ж року, коли була утворена Новоросійська губернія. Полк був поселений від витоків Самари до лівого берегу Дніпра навпроти Новосербії. У Дніпровський полк була включена решта малоросійських сотень (в полку вони стали ротами): Старосенжарська, Новосенжарська, Білицька, Кобеляцька, Сокольська, Кишеньська, Переволчанська, Келебердянська, Кременчуцька і Власівська. Адміністративно Дніпровський полк входив до складу Катерининської провінції Новоросійської губернії разом з Донецьким пікінерним полком, розформованою Українською лінією та поселеннями Старі і Нові Водолаги.
Землі полку стали основою для виокремлення Кременчуцького повіту. На 1772 р. у полку лічилося 1 368 військовослужбовців; членів їх родин і приписних — 24 166 осіб (11 712 чол. та 12 454 жін.); державних поселян на полковій території — 9 687 осіб (4 832 чол. та 4 855 жін.). Разом «у відомстві» полку — 35 221 осіб (17 912 чол. та 17 309 жін.). На 1782 р. на території полку мешкало 24 341 осіб чоловічої статі. Шефами цього полку лічились Новоросійські губернатори, а першим полковником став Микола Одобаш.
На початку уніформа пікінерів являла собою спрощену гусарську — високі шапки, куртки-угорки, чакчири, прикрашені шнуром. Офіцери не носили списів. Після розформування Січі і сформування Полтавського і Херсонського полків з запорожців у 1776 році, форма пікінерів наблизилася до козацької: черкески, півкофтани, шаровари, чотирикутові шапки; а у офіцерів: білий каптан, чакчира, капелюх.
Полк ділився на 20 рот (сотень). Чверть роти складали піші стрільці, озброєні фузіями. Решта кінних пікінерів були озброєні списами, шаблями, карабінами.

## Повстання Дніпровського і Донецького полку 1769—70 року
Становище пікінерів погіршилося з початком Російсько-турецької війни 1768—1774. Пікінери повинні були брати участь безпосередньо у бойових діях, поставляти для російської армії коней, підводи, фураж, провіант.
Все це викликало велике незадоволення серед пікінерів, яке в жовтні 1769 переросло у повстання.
Почавшись у містечку Соколівці (тепер с. Правобережна Сокілка Кобеляцького району Полтавської області), незабаром поширилося на Китайгород, Нехворощу, Орлик, Маячку й Царичанку. Кількасот повстанців перейшли на територію Запорожжя і об'єднавшись із запорізькими козаками спільно чинили опір російським каральним загонам.
На початку 1770 повстання було придушене, а його керівники (Я. Головатий та інші) і учасники жорстоко покарані.
1783 року після захоплення Криму Дніпровський полк був реформований і перейменований на Павлоградський легкокінний полк, який 1796 року був перейменований на Павлоградський гусарський полк. 